# Колбинское сельское поселение
Колбинское сельское поселение — муниципальное образование в Репьёвском районе Воронежской области.
Административный центр — село Колбино.

## Административное деление
В состав поселения входят 4 населенных пункта:
- село Колбино;
- село Прилепы;
- хутор Сасовка 1-я;
- хутор Сасовка 2-я.

## Население
| 2010  | 2012  | 2013  | 2014  | 2015  | 2016  | 2017  |
| ----- | ----- | ----- | ----- | ----- | ----- | ----- |
| 1141  | ↘1125 | ↘1105 | ↘1095 | ↘1092 | ↗1103 | ↗1106 |
| 2018  |       |       |       |       |       |       |
| ↘1105 |       |       |       |       |       |       |